# Arnold Jacobs
Arnold Maurice Jacobs (Filadelfia, 11 giugno 1915 – Chicago, 7 ottobre 1998) è stato un musicista e insegnante statunitense.
Ha passato gran parte della sua carriera come Basso Tuba della Chicago Symphony Orchestra, dove è stato dal 1944 al 1988, anno del suo pensionamento. È considerato uno dei più importanti pedagoghi degli strumenti ad ottone del suo tempo, nonché un esperto di respirazione in relazione agli strumenti a fiato e ai cantanti. A causa di una malattia infantile e di un asma insorto in età adulta, la sua capacità polmonare era notevolmente compromessa. È ricordato soprattutto per la sua filosofia esecutiva, che definiva "Song and Wind".

## Vita e carriera di esecutore
Nato a Filadelfia, l'11 giugno 1915, era però cresciuto in California, in una famiglia amante della musica e con una madre pianista, che lo aveva fatto interessare alla musica già in giovane età. In gioventù aveva suonato il flicorno, la tromba ed il trombone, per poi passare alla tuba. A quindici anni entrò al Curtis Institute of Music di Filadelfia con una borsa di studio e continuò a specializzarsi in tuba.
Dopo il diploma al Curtis nel 1936, suonò per due stagioni nell'Orchestra Sinfonica di Indianapolis sotto la guida di Fabien Sevitzky. Dal 1939 al 1944 è stato tubista dell'Orchestra Sinfonica di Pittsburgh sotto la direzione di Fritz Reiner. Nel 1941, Jacobs ha effettuato una tournée con Leopold Stokowski e la All-American Youth Orchestra. È stato membro della Chicago Symphony dal 1944 fino al suo ritiro nel 1988.
Durante i quarantaquattro anni di permanenza nella CSO ha preso un congedo temporaneo nella primavera del 1949 per andare in tournée in Inghilterra e Scozia con l'Orchestra di Filadelfia. All'inizio degli anni '60 ha fatto parte del corpo docente del Western State College Music Camp di Gunnison, in Colorado. Nel giugno 1962 ebbe l'onore di essere il primo suonatore di tuba invitato a suonare al Casals Festival di Porto Rico. Jacobs e i suoi colleghi della CSO hanno partecipato alla famosa registrazione del 1968 della musica antifonale di Gabrieli con membri delle orchestre di Philadelphia e Cleveland, che l'anno successivo vinse un Grammy Award nella categoria "Best Chamber Music Performance". È stato anche membro fondatore del Chicago Symphony Brass Quintet ed è apparso come solista con la CSO in diverse occasioni, registrando il Concerto per Basso Tuba e orchestra di Vaughan Williams sotto la direzione di Daniel Barenboim. Come riconoscimento della sua straordinaria carriera, nel 2001 la posizione di basso tuba della Chicago Symphony è stata intitolata "Arnold Jacobs Principal Tuba Chair", con il sostegno di Christine Querfeld. A Jacobs è succeduto nella CSO Gene Pokorny.

## Attività di insegnante
Jacobs aveva la reputazione di essere sia un esecutore sia un insegnante eccellente. Ha insegnato tuba alla Northwestern University ed ha avuto un’intensa attività di insegnante nel suo studio privato, che per molti anni è stato al Fine Arts Building di Chicago, a pochi metri dalla sede della Chicago Symphony. È stato uno degli insegnanti più richiesti al mondo, specializzato in applicazioni respiratorie e motivazionali per strumenti a fiato, ad ottone e per la voce. Tra i suoi studenti figurano innumerevoli componenti di orchestre e docenti di strumento e di canto in tutto il mondo.
Arnold Jacobs ha tenuto lezioni e conferenze in tutto il mondo. Durante le tournée giapponesi della CSO del 1977 e del 1985, Jacobs ha tenuto delle lezioni a Tokyo. Nel gennaio 1978, ha tenuto una conferenza al Michael Reese Hospital di Chicago sul trattamento terapeutico dell'asma nei bambini attraverso lo studio degli strumenti a fiato. Ogni estate, dal 1980 al 1998, ha tenuto un Masterclass di una settimana alla Northwestern University, richiamando studenti da ogni parte del mondo. All’International Brass Congress del 1984 ha ricevuto il più alto premio riconosciuto dall’associazione. Nel 1991 ha tenuto un Masterclass per la banda dei Marine a Washington. Ha insegnato per il programma Hearst Scholar della University of Northern Iowa e per la Housewright Chair alla Florida State University.
Nel 1985, la Midwest Clinic International Band and Orchestra Conference (si tratta della più grande conferenza al mondo sull'educazione musicale strumentale, che attira ogni anno a Chicago circa 17 000 partecipanti da tutti i 50 stati e da ben quaranta paesi del mondo. Si tiene ogni dicembre nel centro di Chicago) ha conferito a Jacobs il suo più alto riconoscimento, la Medaglia d'Onore. Nel 1994, la Chicago Federation of Musicians gli ha conferito un premio alla carriera in occasione della prima edizione dei Living Art of Music Awards. Nel 1995, in occasione del suo ottantesimo compleanno, ha tenuto una conferenza all'International Brassfest dell'Università dell'Indiana e alla International Tuba-Euphonium Conference della Northwestern University. La Scuola di Musica della Northwestern gli ha conferito il premio Legends of Teaching. Il sindaco Richard M. Daley ha proclamato il 25 giugno 1995 come Giornata di Arnold Jacobs nella città di Chicago.
Jacobs ha ricevuto la laurea honoris causa in musica dal VanderCook College of Music nel 1986 e dalla DePaul University nel giugno 1995.

## Eredità didattica
Per tutta la sua vita Arnold Jacobs fu estremamente restio a scrivere testi didattici. L'unica eccezione è rappresentata dagli Studi Speciali per Tuba che scrisse come aggiunta al Hal Leonard Tuba Band Method.
Ci sono però diversi libri, che sono stati compilati quasi sempre raccogliendo le lezioni impartite ai suoi studenti:
- Arnold Jacobs - The Legacy of a Master a cura di M. Dee Stewart
- Arnold Jacobs: Song and Wind di Brian Frederiksen - edito da John Taylor
- Teaching Brass di Kristian Steenstrup
- Lasting Change for Trumpeters: The Pedagogical Approach of Arnold Jacobs di Luis E. Loubriel
- Brass Singers: The Teaching of Arnold Jacobs di Luis E. Loubriel
- Also Sprach Arnold Jacobs di Bruce Nelson, disponibile in una versione italiana curata da Andrea Conti
- Arnold Jacobs - His artistic and pedagogical Legacies in the 21st Century a cura di Luis E. Loubriel e Michael Grose

Due compact disc, Arnold Jacobs Portrait of an Artist e Arnold Jacobs Legacy of an Artist, sono stati compilati da Frank Byrne e pubblicati dalla Summit Records come "capsule temporali" della sua voce e del suo modo di suonare.